# Victor Horsley
Sir Victor Horsley (Londen, 14 april 1857 - Amarah, 16 juli 1916) was een Engels neurochirug.

## Leven en werk
Horsley was een pionier van de moderne neurochirurgie. Hij overleed tijdens de Eerste Wereldoorlog in het huidige Irak toen hij als legerarts werkte voor een Engelse expeditie. Hij verrichtte in 1887 als eerste een geslaagde tumoroperatie. De tumor werd verwijderd uit het ruggenmerg. Hij verrichtte ook experimenten op dieren en deed schedeloperaties bij mensen. Hij wordt wel de vader van de neurochirurgie genoemd. Zijn werk werd voortgezet door Harvey Cushing (1869-1939) en Walter Dandy (1886-1946).

## Bron
- D.J.Th. Wagener: De geschiedenis van de oncologie. Houten, Bohn Stafleu van Loghum, 2008. ISBN 978-90-313-5232-6

- Gemeinsame Normdatei: 117531774
- International Standard Name Identifier: 0000 0001 0128 3354
- Library of Congress Control Number: n84804792
- Nationale bibliotheek van Australië: 36016494
- Nationale Bibliotheek van Israël: 987007272028705171
- Nederlandse Thesaurus van Auteursnamen: 135599350
- SNAC: w60g3tvx
- Système universitaire de documentation: 069396159
- Trove: 1187009
- Virtual International Authority File: 52469841
- WorldCat: E39PBJvHfRjK4XJTdmd7R7WqwC